# 芝間大悟
芝間 大悟（しばま だいご、1988年12月20日 - ）は、日本の写真家、映像作家。
ファッション、ポートレートを中心に雑誌、広告、Web、カタログ等の写真撮影の他、国内外の映画、短編映画、広告、ミュージックビデオ、ドキュメンタリー、ファッションブランド等の映像制作に携わる。

## 略歴
1988年生まれ。神奈川県横浜市出身。

2006年、単身ロンドンへ渡英。帰国後フリーランスとして活動開始。

## 主な作品
「Maybe I'm Dreaming」（2014年）

「Hi, person」（2013年）